# Anthony Anastasio
Pour les articles homonymes, voir Anastasio.
Anthony Anastasio dit « Todo » (24 février 1906 – 1er mars 1963) est un mafieux américain soldat de la famille Gambino, neveu du parrain Albert Anastasia. 

## Biographie
Condamné à une peine de 30 mois de prison pour des extorsions sur une entreprise de camions, une boulangerie dans Brooklyn et pour avoir ordonné la destruction par le feu d'un Dunkin Donuts, Anastasio se suicide de deux balles de calibre 22 dans le cœur, dans la cuisine de sa maison de Brooklyn le 1er mars 1963 à 4 h du matin.